# آیلیپ، نورث‌همپتون‌شر
آیلیپ (به انگلیسی: Islip) یک روستا و محله مدنی در بریتانیا است که در East Northamptonshire واقع شده‌است. آیلیپ ۸۲۹ نفر جمعیت دارد.